# Sepp Mastaller
Josef „Sepp“ Mastaller, falsch: Marstaller, Marsteller (* 30. September 1915 in Augsburg-Oberhausen; † 26. November 2004 in Stadtbergen), war ein deutscher Bildhauer.

## Leben
Josef „Sepp“ Mastaller kam im Jahr 1915 im Augsburger Stadtteil Oberhausen zur Welt. Er stammte aus einfachen Verhältnissen und absolvierte ab 1929 zunächst eine Berufsausbildung zum Steinmetz und Bildhauer. Er besuchte die Kunstschule Augsburg und studierte ab 1935 an der damaligen Staatsschule für angewandte Kunst in München das Fach Kunst bei Josef Henselmann.
Im Zweiten Weltkrieg leistete Mastaller Arbeitsdienst und ab 1939 Wehrdienst in Frankreich, Rumänien und Ungarn. Er geriet in sowjetische Kriegsgefangenschaft, aus der er 1945 floh. Von den Amerikanern wurde er wieder in Kriegsgefangenschaft gesetzt, aus der er noch im gleichen Jahr entlassen wurde. Erst ab 1948 konnte Mastaller nach der kriegsbedingten mehrjährigen Unterbrechung seine künstlerische Tätigkeit in Augsburg fortsetzen.
Sepp Mastaller war verheiratet mit Charlotte Kadelburg. Seinen Lebensmittelpunkt hatte er immer in Augsburg, ein Sohn kam jedoch im Jahr 1949 im hessischen Marburg zur Welt. Mehrere Studienreisen führten Sepp Mastaller in viele europäische Länder sowie nach Ceylon, Indien, Thailand und Kambodscha.
Im Jahr 1957 gehörte Sepp Mastaller dem Vorstand der Künstlervereinigung Augsburg „Die Ecke“ an.

## Werk
Das künstlerische Lebenswerk Mastallers umfasst mehr als 50 Brunnen, zahlreiche Skulpturen und Werke für sakrale Bauten. Als Material wählte er oft Bronze, Stein oder Beton. Seine Plastiken stehen in vielen deutschen Städten sowie in Japan und in den USA.
Einige seiner großen Skulpturen wurden zusätzlich in limitierter Auflage als Kleinplastiken aus Bronze hergestellt.
1963 schuf Mastaller die lebensgroße Statue des Kirchenpatrons St. Canisius und die Marienfigur für die Canisius-Kirche in Augsburg-Hochfeld. Die St. Ulrich-Statue über dem Hauptportal der St. Ulrich-Kirche in Nersingen wurde nach seinem Entwurf von Josef Konzal in Muschelkalk gehauen. Den Altarraum der 1955 geweihten Kirche St. Bernhard in Kissing hat er im Jahr 1969 entworfen und gestaltet. Für die katholische Kirche St. Ulrich und Afra in Feuchtwangen schuf Mastaller in den Jahren 1960/1961 den seitlichen Ambo und gestaltete die etwa zwei Meter hohe Weihwasserbeckensäule im Eingangsbereich reliefartig mit Szenen aus dem Leben der beiden Heiligen. Auch das Kreuzrelief in der Aussegnungshalle auf dem Friedhof in Augsburg-Göggingen erschuf Sepp Mastaller in den Jahren 1971/1972.

## Ehrungen

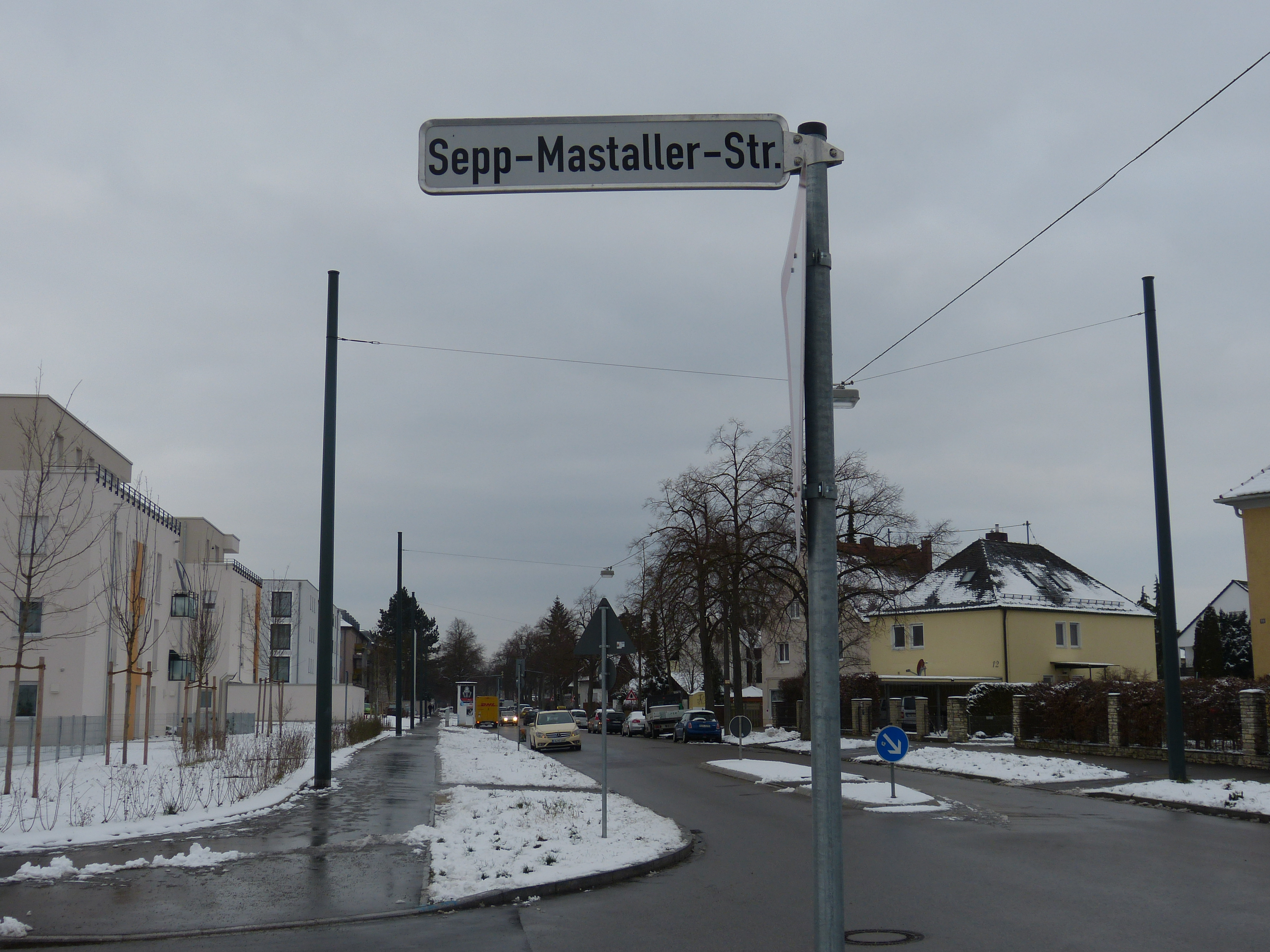
Sepp-Mastaller-Straße in Augsburg

- 1967 Kunstförderpreis der Stadt Augsburg[12][2]
- 1968 Kunstförderpreis Oberhausen[13]
- 2012 Sepp-Mastaller-Straße in Augsburg-Kriegshaber[1]

## Werke in Augsburg (Auswahl)
- Krönlein-Natter-Brunnen bei der Birkenau-Grundschule in Augsburg-Lechhausen[14]
- Mutter und Kind, Skulptur in der Ulmer Straße, Augsburg-Kriegshaber (Lageplan Skulptur „Mutter und Kind“)
- Greifbrunnen, Bronze und Nagelfluh, in den Außenanlagen des Seniorenheims Anna-Hintermayr-Stift[15]
- Gedenktafel am Geburtshaus von Bertolt Brecht in Augsburg[16]
- Seilzieher (Figurengruppe), Bronze, Seilfabrik Augsburg, Gögginger Straße[2]
- Kreuzrelief in der Aussegnungshalle des Friedhofs Göggingen
- Gekreuzigter, Bronze, Kirche St. Maria Stern[17] in Augsburg[2]
- Auferstehung, Relief in Muschelkalk, und Ambo, Bronze – Aussegnungshalle[18] Augsburg-Göggingen[2]
- Geldstapler (Türgriff) – Kreissparkasse Göggingen-Augsburg[2]
- Der Mensch und die vier Elemente, Aluguss und Glasmosaik – Stadtsparkasse Augsburg.[2]
- Pelikan, Bronze – Treppenhaus Vinzentinum Augsburg[2]
- „Wettersäule“ in Augsburg-Haunstetten

Werke in Augsburg
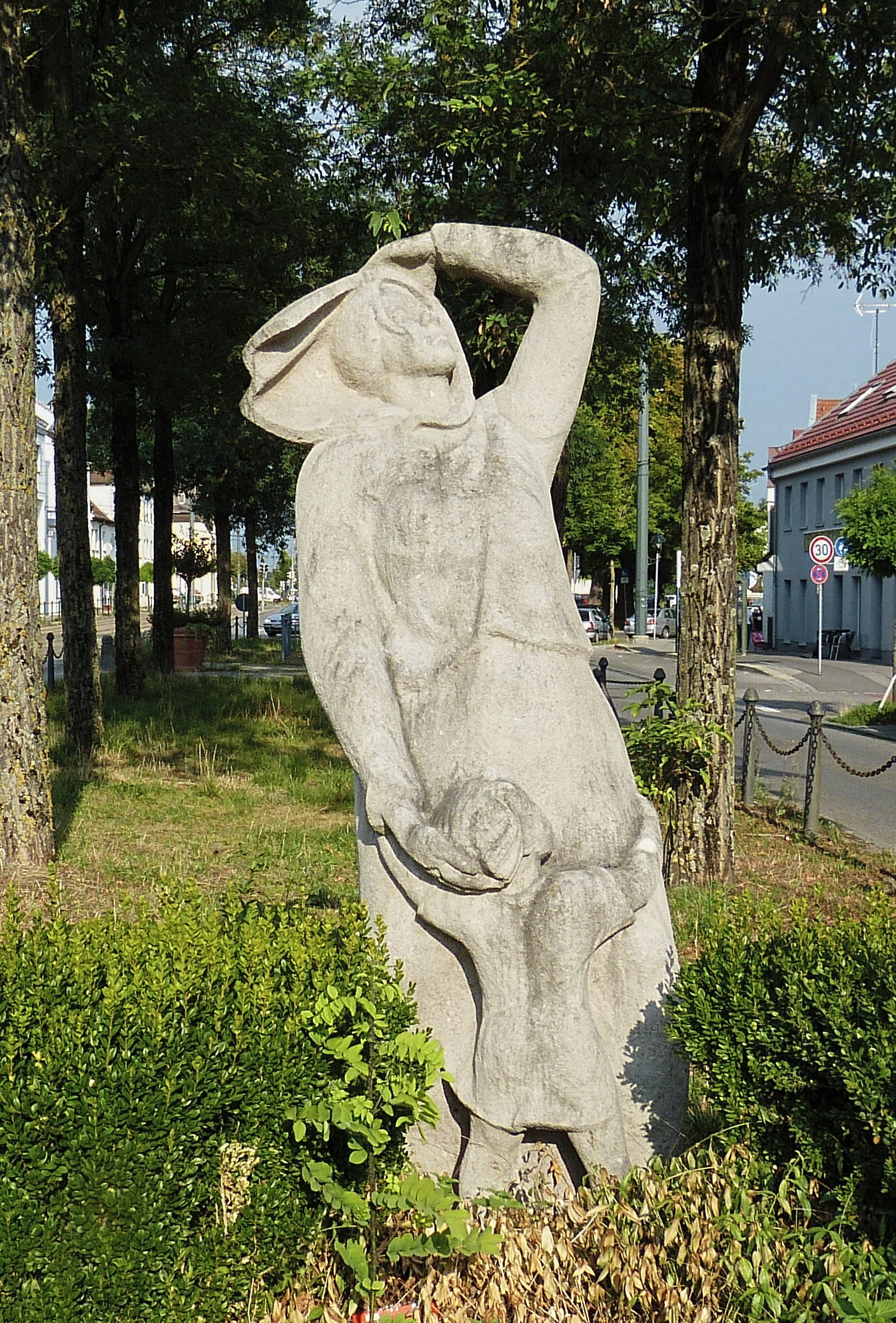
„Mutter und Kind“
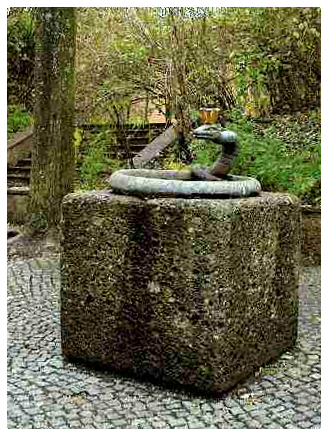
„Krönlein-Natter-Brunnen“
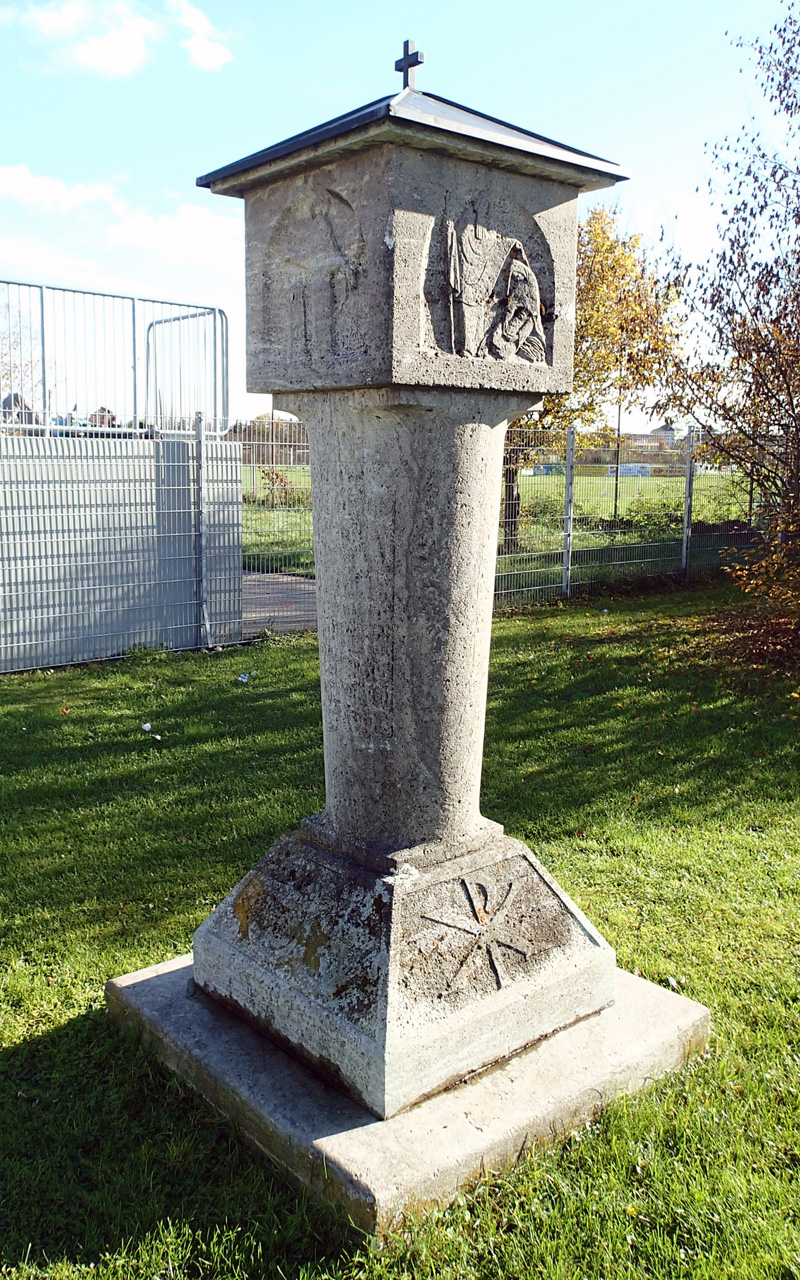
„Wettersäule“
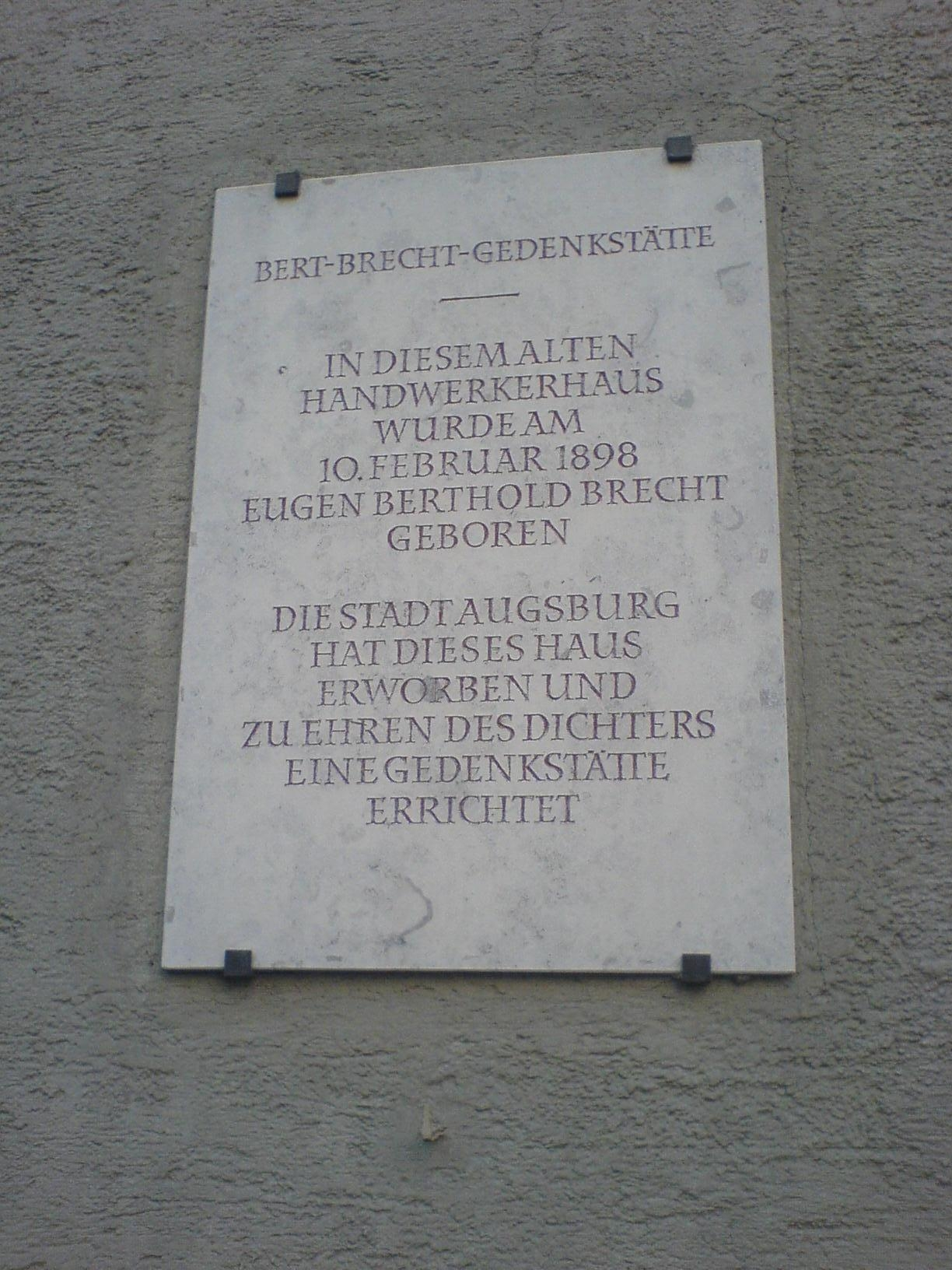
Gedenktafel am Brechthaus

## Werke in weiteren Städten (Auswahl)
- Wächter, Skulptur, Antrag Beton – Flugplatz Penzing.[5][2]
- Kriegerdenkmal in Bobingen-Straßberg[19]
- Bobinger Büble, Skulptur aus Jura-Marmor in Bobingen
- Kreuzigung (Vortragkreuz), Bronze, und Bergpredigt (Ambo), Bronze – St. Bernhard, Kissing[2][20]
- Auffliegende Reiher, Bronze – Zierbecken in Günzburg[2]
- Iller und Bauer, Skulptur in der Fußgängerzone von Frankenberg (Eder)[21]
- Türgriff, Bronze – Pfarrkirche Schrobenhausen[2]
- Taubenmariebrunnen, Bronze – Schwabenstraße Königsbrunn, zwischen der Hauptschule Nord und der Via-Claudia-Realschule, 1960[22]
- Melanchthonbrunnen, grau-gelber Granit – vor dem evangelischen Gemeindezentrum Martin-Luther-Haus, Königsbrunn, 1982[22]
- Mädchen mit Tauben (Brunnenfigur), Bronze – Gymnasium Königsbrunn[2]
- Christophorus, Roter Sandstein – Jugendheim in Schongau[2]
- Pieta – Ehrenmal in Ehingen[2]
- Seeungeheuer, Beton – Kinderspielplatz Hansastraße München[2]
- Ehrenmal, Granit und Bronze – in Donauwörth-Berg[2]
- Eidechsen (Brunnen) – früher LVA Augsburg, jetzt „Heilanstalt Wasach“[2]
- Seepferdchen und Libellen, Bronze und Marmor (Brunnen) – Pausenhalle Volksschule in Dillingen[2]
- Fröhliches Spiel (Brunnen), Nagelfluh – Hansastraße München[2]
- Die St. Ulrich-Statue Muschelkalk – St. Ulrich-Kirche in Nersingen (nach einem Entwurf von Mastaller, von Josef Konzal erstellt)

Werke
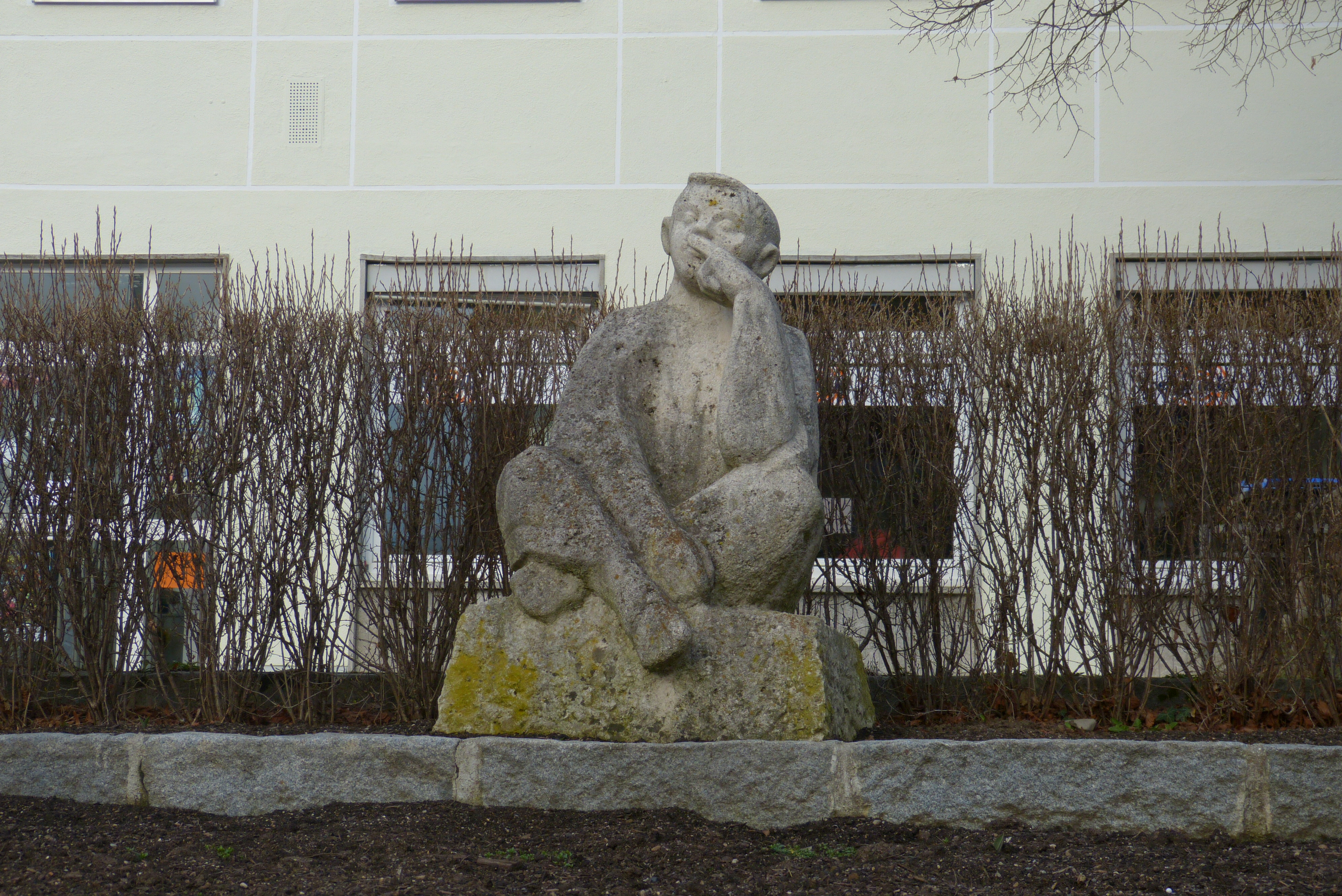
Das „Bobinger Büble“
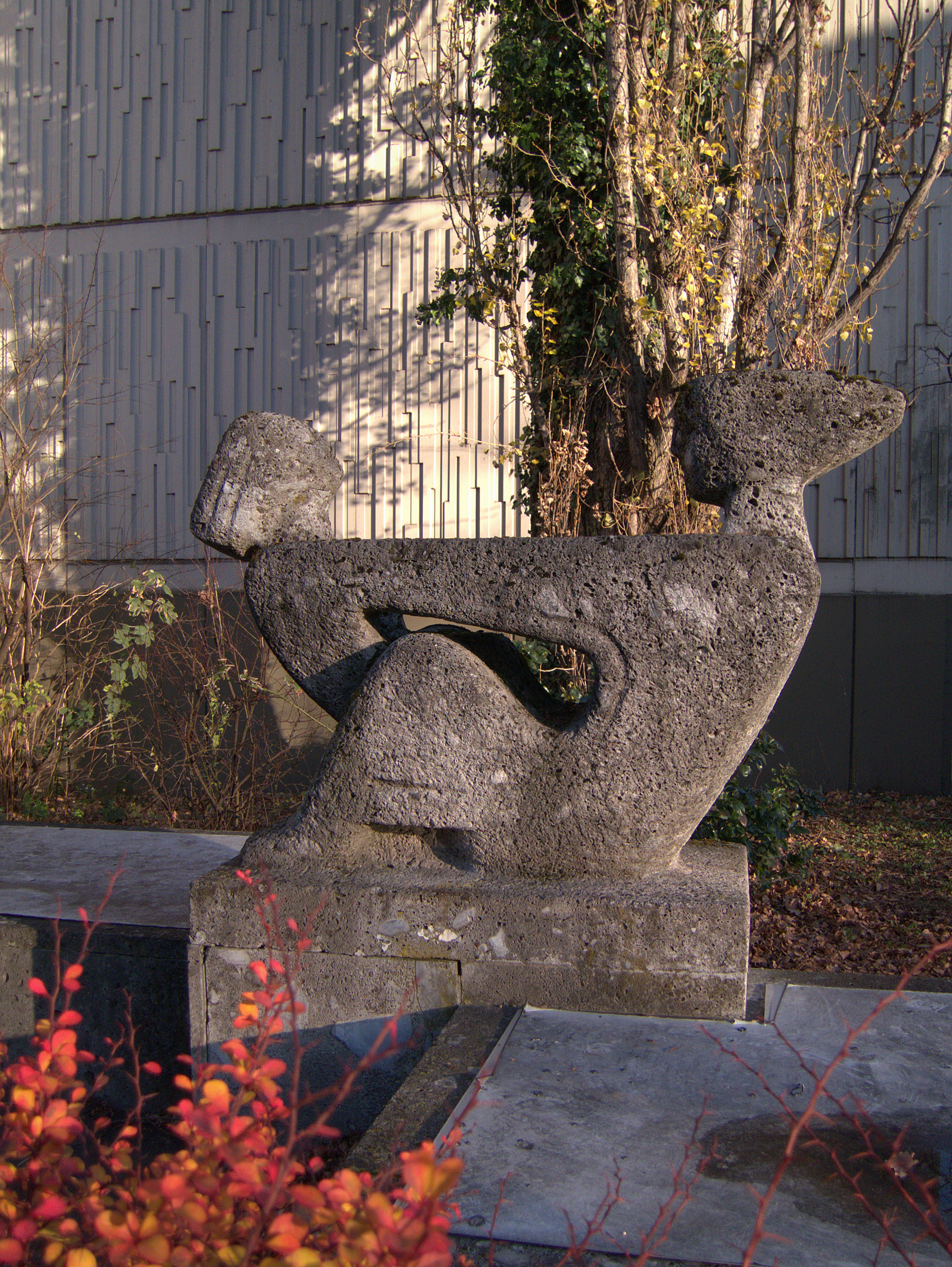
„Fröhliches Spiel“
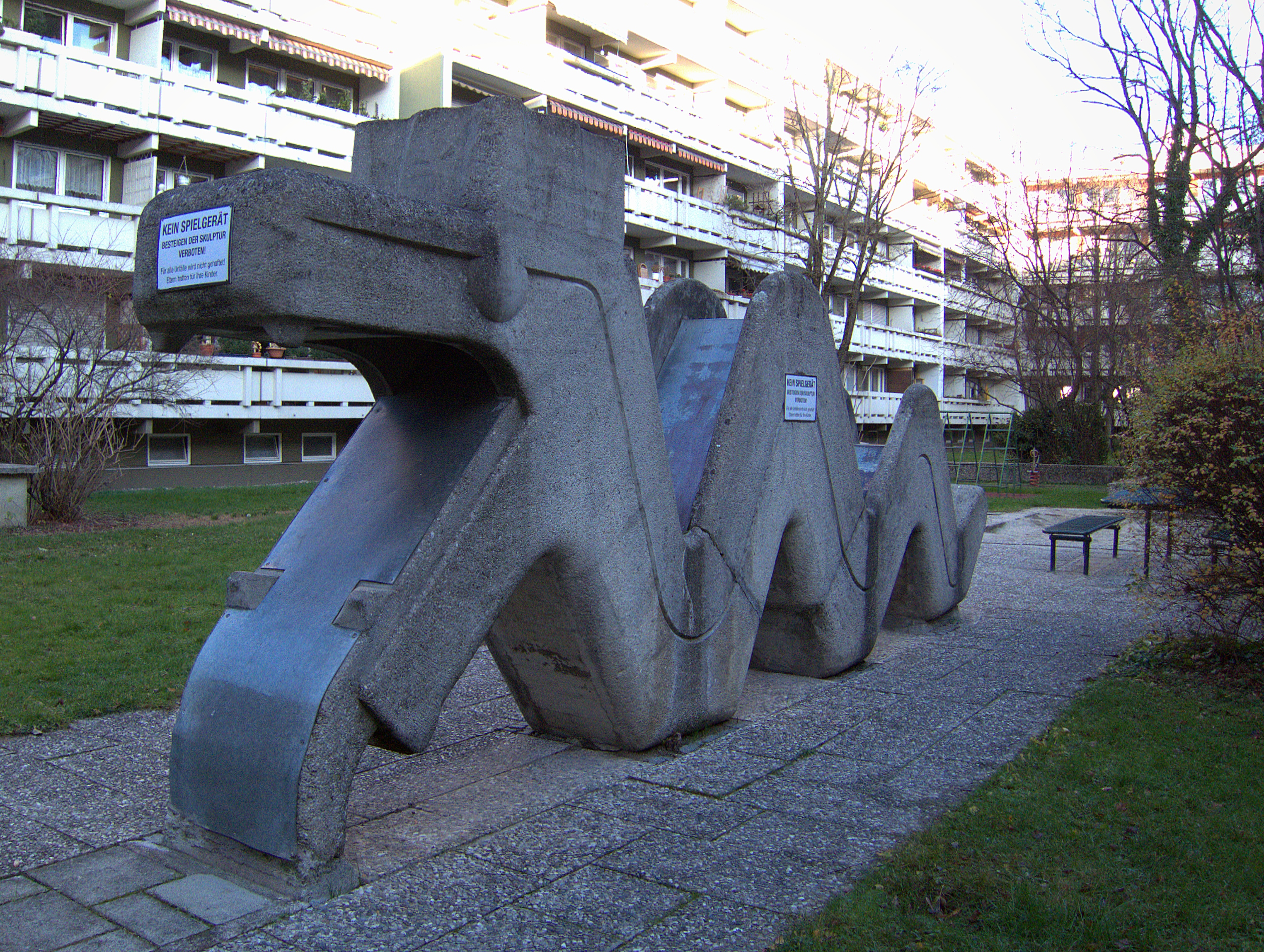
„Seeungeheuer“
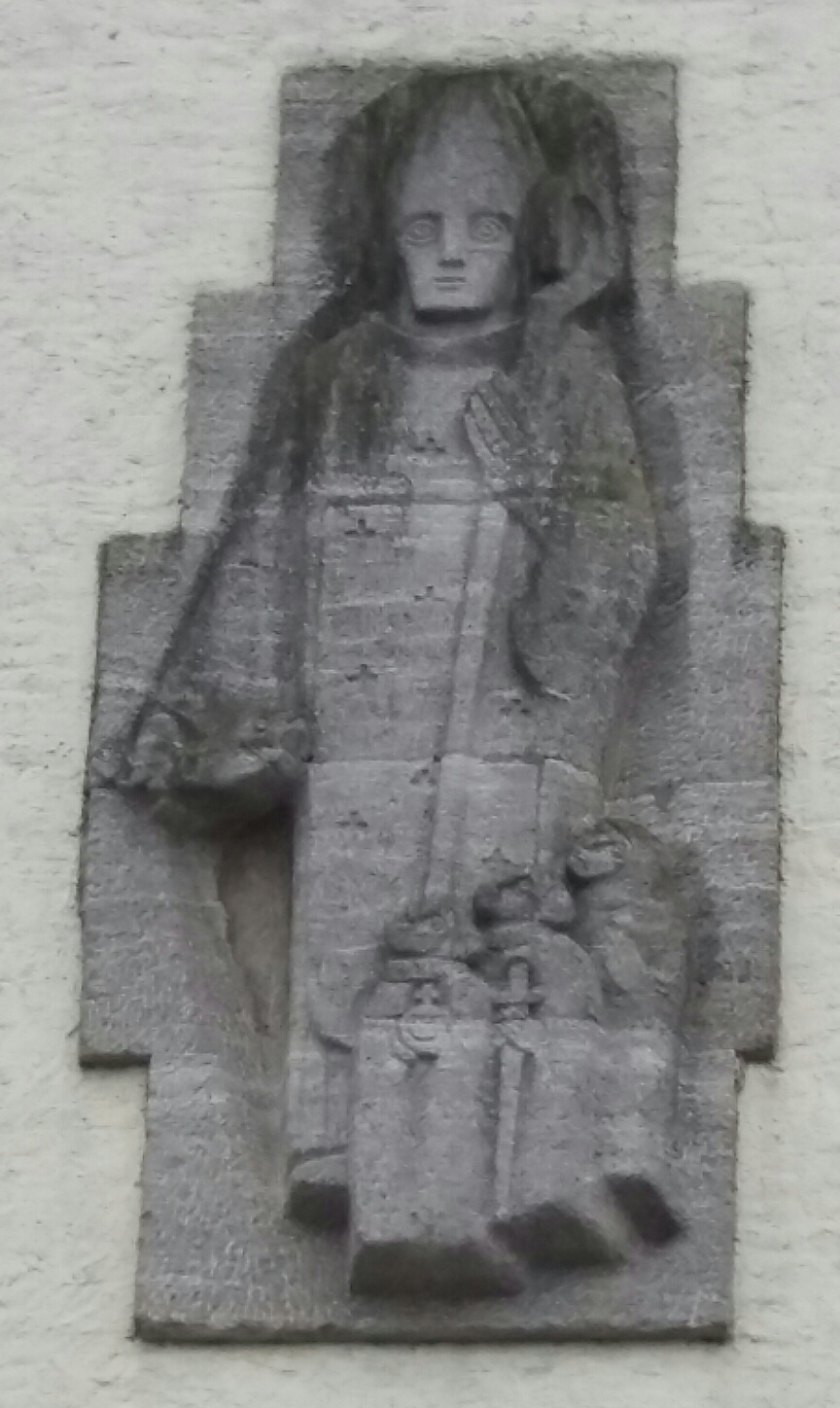
„St. Ulrich, Kirche Nersingen“

## Kleinplastiken
- Don Quijote, Bronze, limitierte Auflage, 199 Stück weltweit[23]
- Das Bekenntnis der Liebe, Bronze, limitierte Auflage, 199 Stück weltweit[23]
- Das Wunder von Bern, Bronze, limitierte Auflage, 199 Stück weltweit[23]
- Die Schachspieler, Bronze, limitierte Auflage, 199 Stück weltweit[23]

## Ausstellungen
- 1951 Teilnahme an der Sommerausstellung der Künstlervereinigung „ECKE“ im Goldenen Saal des Rathauses, Augsburg[24]
- 1957 Teilnahme an der Jubiläumsausstellung „ECKE 50“ der Künstlervereinigung „ECKE“, Augsburg[25]
- 1975 Kollektiv-Ausstellung in Augsburg[2]
- 2002 Ausstellung in Stadtbergen[5]